# Wydział Fortepianu, Organów, Klawesynu, Muzyki Dawnej i Jazzu Akademii Muzycznej im. Grażyny i Kiejstuta Bacewiczów w Łodzi
Wydział Fortepianu, Organów, Klawesynu, Muzyki Dawnej i Jazzu (dawna nazwa: Wydział Fortepianu, Organów, Klawesynu i Instrumentów Dawnych) – jeden z czterech wydziałów Akademii Muzycznej im. Grażyny i Kiejstuta Bacewiczów w Łodzi. Jego siedziba znajduje się przy ul. Gdańskiej 32 w Łodzi.

## Struktura[2]
- Katedra Fortepianu
- Katedra Klawesynu i Muzyki Dawnej
- Katedra Organów i Muzyki Kościelnej
- Katedra Kameralistyki
- Katedra Jazzu

## Władze[3]
- Dziekan: prof. dr hab. Irena Wisełka-Cieślar
- Prodziekan: dr Anna Liszewska